# Pollenia pernix
Pollenia pernix är en tvåvingeart som först beskrevs av Frederick Wollaston Hutton 1901.  Pollenia pernix ingår i släktet vindsflugor, och familjen spyflugor. Inga underarter finns listade i Catalogue of Life.